# George Montague Nathan
Ne pas confondre avec George Jean Nathan (en), critique dramatique américain.
George Montague Nathan (1895, Hackney (borough londonien) - 1937, Brunete) est un volontaire britannique d'origine irlandaise qui a combattu comme officier supérieur dans les Brigades internationales aux côtés des Républicains espagnols pendant la guerre d’Espagne. Il a été tué sur le front en juillet 1937 pendant la bataille de Brunete.

## Biographie
Pendant la Première Guerre mondiale, Nathan est d’abord private (simple soldat), il combat sur le front de l’Ouest dès le début du conflit.
Il devient company sergeant major puis, le 9 avril 1917, sur le front, il est nommé officiellement (commissionned) sous-lieutenant,, devenant ainsi, affirmait-il, "le seul officier juif du corps des Gardes".
On sait peu de choses sur son activité entre 1918 et 1936, si ce n’est qu’il s’est engagé 2 fois dans l’armée britannique, puis en a été chassé. Bennet pense que pendant la Guerre d'indépendance irlandaise (1919-1921), Nathan a rejoint le corps des Black and Tans, a lutté contre les indépendantistes irlandais du comté de Limerick et a participé à l’assassinat, le 7 mars 1921, du maire fénian de Limerick, George Clancy, et de son prédécesseur Michael O'Callaghan,.
Selon l’article de WP español sur George Nathan, il aurait par la suite changé de camp et milité dans les rangs de l’IRA, devenant ainsi collègue de Frank Ryan, qui sera le chef de la Colonne Connolly, composée d'Irlandais indépendantistes combattant dans la XVe brigade internationale.
En Espagne, en février 1937, Nathan aurait évoqué ouvertement ses activités anti-IRA passées devant des volontaires de la Colonne Connolly, et affirmé : "Nous avons tous évolué sur le plan politique, nous sommes tous des socialistes maintenant". L’auditoire aurait applaudi.

## Guerre d’Espagne
Nathan est d’abord à la tête de la British Company, qui fait partie du Bataillon La Marseillaise (de) de la XIVe BI, elle-même commandée par le général Walter  (le Bataillon La Marseillaise est composé surtout de volontaires francophones, Français et Belges).
Après la bataille de Lopera (une défaite qui permet cependant d'arrêter la campagne de l’Olive lancée par les nationalistes dans la région de Jaén, et de stabiliser le front), le commandant du Bataillon La Marseillaise, Gaston Delasalle, est condamné à mort par André Marty, et fusillé pour espionnage. Nathan succède à Delasalle (début 1937).
Après avoir commandé successivement le Lincoln Batallion, le George Washington Batallion et le British Batallion, Nathan devient le chef d’état-major de Janos Galicz (general Gal), le commandant de la XVe brigade internationale.
L'admission de Nathan au Parti communiste lui est refusée pour "orientation sexuelle atypique"– et pour manque objectif d’enthousiasme politique lors des réunions, mais il est un chef admiré des soldats (et des observateurs du Comintern) pour son expérience de la guerre et son courage extraordinaire au feu.
George Nathan est mortellement blessé le 16 juillet 1937, pendant la bataille de Brunete, au cours d’une attaque de l’aviation nationaliste, et il meurt dans la soirée.

## Citations
« ...efficace, capable, et d’un très grand courage ; surtout, c’était un officier britannique typique..qui, quand il donnait des ordres, ne laissait pas ses subordonnés dans l’illusion sur ce qui était exigé d’eux…Tout d’abord, je l’ai pris pour un snob, mais je n’oublierai jamais comment, le 3e jour de la bataille du Jarama, au milieu du chaos et du massacre, il s’est révélé l’officier le plus capable. »

« En Espagne, où il était toujours impeccablement habillé, avec des bottes cirées comme des miroirs par ses ordonnances (toujours de fort beaux garçons), il donnait l’impression d’être un chef de mercenaires  - plein de ressources, brave et respecté de tous. Quand Nathan apparaissait, avec son stick a pommeau d’or, les hommes se sentaient pleins de courage. »

« À la fin de la bataille le courageux et brillant major anglais … était tué. Il demanda à ceux qui l’entouraient de chanter pendant ses derniers moments. Le soir il fut enterré dans un cercueil rustique, sous les oliviers, près de la rivière Guadarrama. Pendant le service funéraire, "Gal" et  Jock Cunningham (en), deux hommes inflexibles qui avaient été jaloux de Nathan, étaient là, debout, et des larmes coulaient sur leurs joues »